# Vercoia gibbosa
Vercoia gibbosa is een garnalensoort uit de familie van de Crangonidae. De wetenschappelijke naam van de soort is voor het eerst geldig gepubliceerd in 1904 door Baker.